# Władca lalek: Oś zła
Władca lalek : Oś zła lub Władca lalek 9: Oś zła (ang. Puppet Master: Axis of Evil) – amerykański horror z 2010 roku w reżyserii Davida DeCoteau. To dziewiąta część z serii o władcy lalek z obsadą – Levi Fiehler w roli głównej.

## Fabuła
Szpieg pragnie poznać sekret laleczek. Dochodzi do porozumienia z hitlerowcami i wspólnie zastawiają pułapkę na braci strzegących kukiełek. Zabijają jednego z braci, wraz z ich matką. Ocalały brat postanawia się zemścić, w tym celu ożywia ostatnią laleczkę krwią zabitego tworząc lalkę NINJA, gotową rozprawić się z nazistami.

## Obsada
- Levi Fiehler – Danny Coogan
- Jenna Gallagher – Beth
- Taylor M. Graham – Don
- Tom Sandoval – Ben / Max
- Jerry Hoffman – Len

### Lista lalek występujących w filmie
- Blade
- Pinhead
- Leech Woman
- Jester
- Tunneler
- Six Shooter
- Ninja
- Shredder Khan
- Gengie